# Brigadier Lethbridge-Stewart
Pour les articles homonymes, voir Lethbridge (homonymie), Stewart et Brigadier (homonymie).
Le Brigadier Sir Alistair Gordon Lethbridge-Stewart dit « Le Brigadier » est un personnage de fiction joué par Nicholas Courtney dans la série Doctor Who. Il s'agit d'un personnage récurrent apparu dans la cinquième saison de la série classique. D'abord colonel dans l'armée, il devient le chef de l'organisation UNIT et une figure récurrente de la série. Personnage apparu en 1968, le personnage du Brigadier fait sa dernière apparition en 2008 dans l'épisode Enemy of the Bane de la série dérivée The Sarah Jane Adventures.
Le brigadier Lethbridge apparaît dans 23 serials durant les saisons 5 à 26.

## Histoire du personnage dans la série

### Série «classique» (1963-1996)

#### Saison 5 (1967-1968)
Le personnage apparaît pour la première fois en 1967 dans l'épisode The Web of Fear. Coincés dans les couloirs du métro qui semblent avoir été pris d'assaut par la Grande Intelligence, le Docteur, Jamie, Victoria ainsi que le professeur Travers et sa fille, sont obligés de collaborer avec des militaires afin de combattre une attaque des Yétis. Alors qu'il porte le grade de colonel, Alistair Lethbridge-Stewart prend la tête des opérations dans la troisième partie de l'épisode. D'abord soupçonneux envers le Docteur, il lui fait ensuite confiance et insiste pour que ses hommes récupèrent le TARDIS.

#### Saison 6 (1968-1969)
Un an plus tard, dans l'épisode The Invasion, il recroise la route du Docteur et de ses compagnons. Monté au grade de « brigadier » (c'est-à-dire général de brigade et non caporal) il est à la tête d'une agence militaire nommée The "United Nations Intelligence Taskforce" (UNIT) et avec l'aide du Second Docteur, il met fin à une invasion de Cybermen. C'est aussi à ce moment qu'apparaît son second, le Sergent Benton.

#### Saison 7 (1970)
En 1970, dans l'épisode Spearhead from Space, il récupère le Docteur et le TARDIS alors que le Seigneur du temps est forcé à l'exil sur Terre. Il fait du Docteur, le conseiller scientifique officiel de UNIT et lui donne un laboratoire dans lequel est stocké le TARDIS. Les habitudes de militaires sont souvent matière à sarcasme pour le non violent Docteur qui aide l'agence à défendre la Terre au côté du personnel de UNIT comme le Sergent Benton, le Capitaine Mike Yates ou Harry Sullivan. Même si le Docteur aime bien l'excéder, son rapport avec le Brigadier est amical.

#### Saison 10 (1973)
Même après la réparation de son TARDIS, le Docteur accepte encore un temps d'aider UNIT avant de repartir en voyage.

#### Saison 20 (1983)
En 1983 dans l'épisode Mawdryn Undead on apprend que le Brigadier a quitté l'armée quelques années auparavant et qu'il enseigne dorénavant les mathématiques.

#### Saison 26 (1989)
Il est toutefois rappelé de sa retraite dans l'épisode de 1989 Battlefield afin de se battre au côté du septième Docteur. La plupart des épisodes invoquant UNIT se déroulant dans un futur proche, il est difficile d'en donner une datation précise.

#### Dimensions in Time(1993)
Le personnage est également apparu dans l'épisode Dimensions in Time célébrant les 30 ans de la série au côté du sixième Docteur.

### Série «moderne» (à partir de 2005)

#### Saison 4 (2008)
Le personnage n'est jamais apparu dans la deuxième série de Doctor Who mais le 10e Docteur fait souvent mention de lui. On apprend au détour d'une conversation dans l'épisode de 2008 A.T.M.O.S., deuxième partie qu'il a été adoubé Sir Alistair et qu'il est actuellement bloqué au Pérou. La même année la série dérivée de Doctor Who, The Sarah Jane Adventures fait allusion à lui dans l'épisode Revenge of the Slitheen puis le personnage réapparaît dans l'épisode Enemy of the Bane. Celui-ci revient du Pérou pour aider temporairement Sarah Jane Smith à accéder aux archives secrète de UNIT. Il semble être en désaccord avec la nouvelle façon dont UNIT est géré et possède un pistolet caché dans sa canne.
En 2009 dans l'épisode The Wedding of Sarah Jane Smith, il est mentionné comme ne pouvant pas être présent au mariage de Sarah Jane, étant reparti au Pérou. Le personnage devait apparaître, mais Nicholas Courtney se remettait d'une crise cardiaque. L'excuse du Pérou est aussi avancée dans l'épisode de 2010 Death of the Doctor.

#### Saison 6 (2011)
En 2011, l'acteur Nicholas Courtney qui incarnait son rôle décède.
Dans le dernier épisode de la Saison 6, Le Mariage de River Song, le Docteur fait une tournée d'adieu pour dire au revoir à différents compagnons car il sait qu'il doit mourir prochainement. Il passe un coup de téléphone à un hôpital, pour parler au Brigadier mais une infirmière lui annonce que ce dernier est malheureusement mort depuis plusieurs mois.

#### Saison 7,1repartie(2012)
Le Docteur fait la rencontre de sa fille, Kate Stewart, nouvelle dirigeante de UNIT dans l'épisode L’Invasion des cubes.

#### Le Jour du Docteur(2013)
En 2013, dans l'épisode spécial célébrant les 50 ans de la série, le personnage est mentionné par le Docteur, invitant Kate Stewart à faire preuve du même bon sens que son père par le biais d'une liaison télégramme reliant le TARDIS à UNIT, mise en place par le Docteur, en cadeau pour le Brigadier. Une photo de lui est alors présentée à l'écran.

#### Saison 8 (2014)
Le Brigadier revient d'entre les morts en tant que Cyberman pour sauver sa fille et dire adieu au Docteur dans l'épisode Mort au Paradis.

## Caractéristiques
Le Brigadier est un personnage de militaire au flegme très britannique. C'est un combattant qui n'a pas froid aux yeux, un meneur d'homme assez doué, et un décideur respecté quoique vieux-jeu. Selon l'épisode Terror of the Zygons, le Brigadier serait d'origine écossaise. On en sait assez peu sur sa vie en dehors de UNIT. On sait qu'il a eu une relation avec une femme du nom de Doris dans l'épisode de 1974 Planet of the Spiders et l'épisode de 1989 Battlefield nous apprend qu'il est marié avec elle. Avant Doris, il a été marié à Fiona Campbell pendant huit ans — ils ont eu une fille, Kate Letheridge-Stewart, qui a succédé à son père à la tête de UNIT.
Le Brigadier est l'un des rares personnages à avoir rencontré près de sept incarnations du Docteur, notamment dans les épisodes spéciaux.
N'ayant voyagé qu'une seule fois dans le TARDIS, son statut de « compagnon » du Docteur est régulièrement débattu par les fans et les auteurs de livres sur la série, même s'il est listé comme tel par la BBC.

## Autres médias
Le personnage du Brigadier réapparaît dans de nombreux comic books, romans ou pièces radiophoniques dérivés de Doctor Who.